# Калашников, Нестор Григорьевич
Нестор Григорьевич Калашников (1884, Саратов, Российская империя — 1922) — советский партийный и государственный деятель. Народный комиссар финансов Казахской ССР.

## Биография
Нестор Григорьевич Калашников родился в Саратове в 1884 году. Окончил 5 классов Саратовского технического училища. В 1903 году он стал членом Российской социал-демократической рабочей партии (РСДРП). 
В 1900-1903 годах токарь на заводе в Петрограде, арестован за пропагандистскую деятельность и сослан в г.Саратов.
В 1906 году ответственный секретарь Центральной группы военной организации Финляндии. 
В 1905—1908 годах Калашников жил за границей в Дании и Франции. По возвращении в Россию в 1909 году занимался подпольной революционной деятельностью в городах Харьков, Томск, Ново-Николаевск.
С 1914 года Калашников активно работал в подпольной организации большевиков в Томске. В апреле 1917 года он вошёл в состав Томского совета рабочих депутатов, возглавляя совет городского хозяйства. В мае того же года он был избран депутатом Томского городского народного собрания и секретарём городского комиссариата труда.
После Февральской революции Калашников продолжал свою активную работу в большевистском движении. Осенью 1917 года по спискам РСДРП(б) он прошёл в гласные (депутаты) Томской городской думы. 
В феврале 1918 года, после разгона Сибирской областной думы и ареста члена Областного совета М.Б. Шатилова, Калашников вместе с двумя другими большевиками поручился за будущего министра Сибирского правительства перед советскими властями, что способствовало освобождению Шатилова из красноярской тюрьмы.
В мае 1918 года Нестор Калашников был назначен членом следственной комиссии, расследовавшей попытку антибольшевистского переворота в Томске. Благодаря его усилиям удалось выяснить планы заговорщиков, подготовить город к обороне и успешно отбить вооружённую атаку антисоветского подполья.
Во время правления Колчака Калашников вынужден был скрываться, сначала в Семипалатинске, затем в Ново-Николаевске (ныне Новосибирск). В декабре 1919 года, после освобождения города частями Красной армии, был назначен членом губернского ревкома Новониколаевска.
Летом 1920 года Калашников вновь был переведен в Семипалатинскую губернию, где стал членом губернского революционного комитета. В это время он также занимал пост председателя Усть-Каменогорского уездного ревкома.
В октябре 1920 года Нестор Григорьевич был назначен наркомом финансов Казахской ССР, где он проработал до февраля 1922 года. На этом посту он занимался организацией финансовой системы молодой республики, в том числе сбором средств для восстановления народного хозяйства после Гражданской войны. Одновременно заместитель председателя Совета Труда и Обороны Казахской ССР.
Нестор Григорьевич Калашников скончался в 1922 году.
Делегат II съезда Советов Казахстана (1921).
Член КирЦИКа. Член Киргизской областной контрольной комиссии РКП(б) (1921).